# Vale de Nubra
O vale de Nubra (em tibetano: ལྡུམ་ར; Wylie: ldum ra) é um vale com três braços situado a norte e nordeste do Ladaque, no norte da Índia. A capital regional, Diskit (ou Deskit), fica a cerca de 150 km por estrada a norte de Lé. Segundo estudiosos locais, o nome original da região era Ldumra ("vale da flores"). No vale correm os rios Shyok e o seu afluente Nubra (ou Siachan), que confluem para formar um grande vale que separa os maciços montanhosos do Ladaque e do Caracórum, com uma altitude média de 3 050 metros. O rio Shyok é afluente do Indo.
O acesso mais comum para chegar a Nubra a partir de Lé passa pelo passo de montanha de Khardung La (5 359 metros), um dos pontos mais altos do mundo acessível por veículos motorizados. Os estrangeiros necessitam de uma licença especial (protected area permit) para visitarem o vale.

## Geografia
Como o resto do planalto tibetano, Nubra é um deserto grande altitude ( deserto frio) com precipitação baixíssima e vegetaçãoe scassa, exceto ao longo dos leitos dos rios. As aldeias situam-se em áreas irrigadas e férteis, onde se produz trigo, cevada, ervilhas, mostarda e várias frutas, como maçãs vermelhas, damascos, nozes e até algumas amêndoas.
A maior parte dos habitantes do vale á budista fala o dialeto Nubra da língua ladaque, por sua vez uma variante de tibetano ocidental. Na parte mais ocidental, ou seja na parte de mais baixa altitude perto da Linha de Controlo (a fronteira indo-paquistanesa de facto mas não de jure), ao longo do rio Shyok, os habitantes são baltis, falam balti e são muçulmanos xiitas e Sufia Nurbakhshia (uma seita sufi).
A norte do vale encontra-se o glaciar de Siachen. A noroeste, os passos de Sasser e de Caracórum situam-se na extremidade noroeste do vale, ligando Nubra com Sinquião. No passado havia muito comércio com a China Ocidental e com a Ásia Central que passava por estas paragens, que também eram usadas pelos habitantes do Baltistão como passagem para o Tibete.

### Locais
A vila de Diskit é o principal localidade da região e a sua capital de facto, onde estão sediadas as delegações de diversos organismos governamentais. Situa-se à beira do rio Shyok e é lá que se encontra uma das imagens de marca do vale de Nubra, uma estátua gigantesca de Buda Maitreya, com 32 metros de altura, que é mantida pelo mosteiro de Diskit, a maior e mais antiga gompa (mosteiro budista tibetano) de Nubra, fundado em 1420.
Ao longo do rio Nubra encontram-se, entre outras, as aldeias de Sumur, Kyagar (chamada Tiger pelo Exército Indiano), Tirith, Panamik e Turtuk. Entre Kyagar e Sumur situa-se o mosteiro de Samstanling. Panamik é conhecida pelas suas nascentes de água quente. Na margem do rio Nubra oposta a Panamik encontra-se o mosteiro de Ensa.

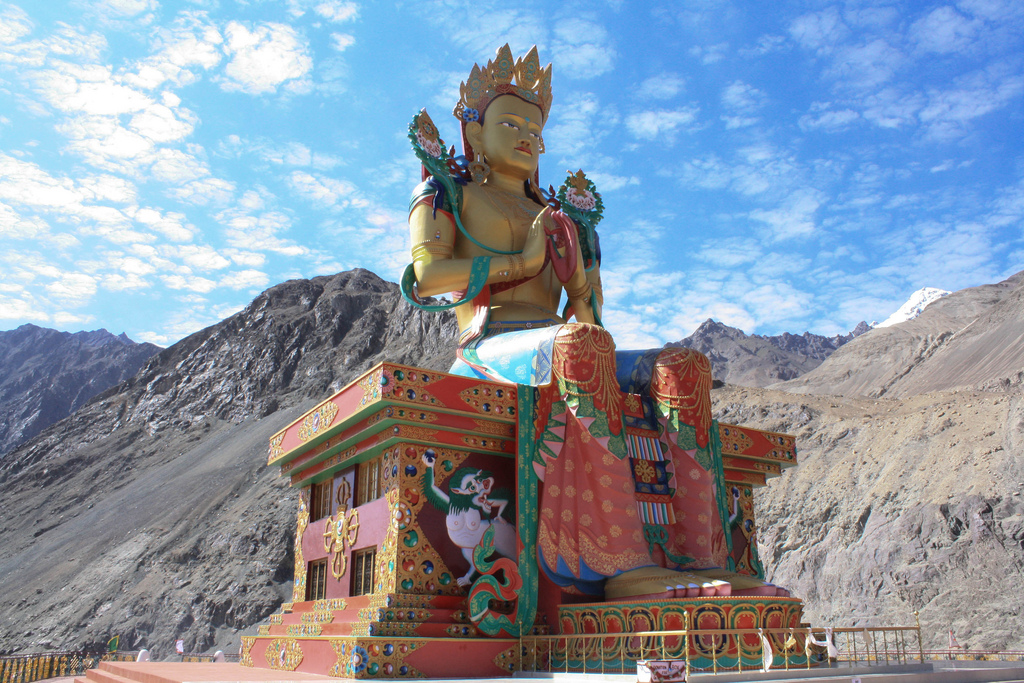
Estátua gigantesca de Buda Maitreya em Diskit

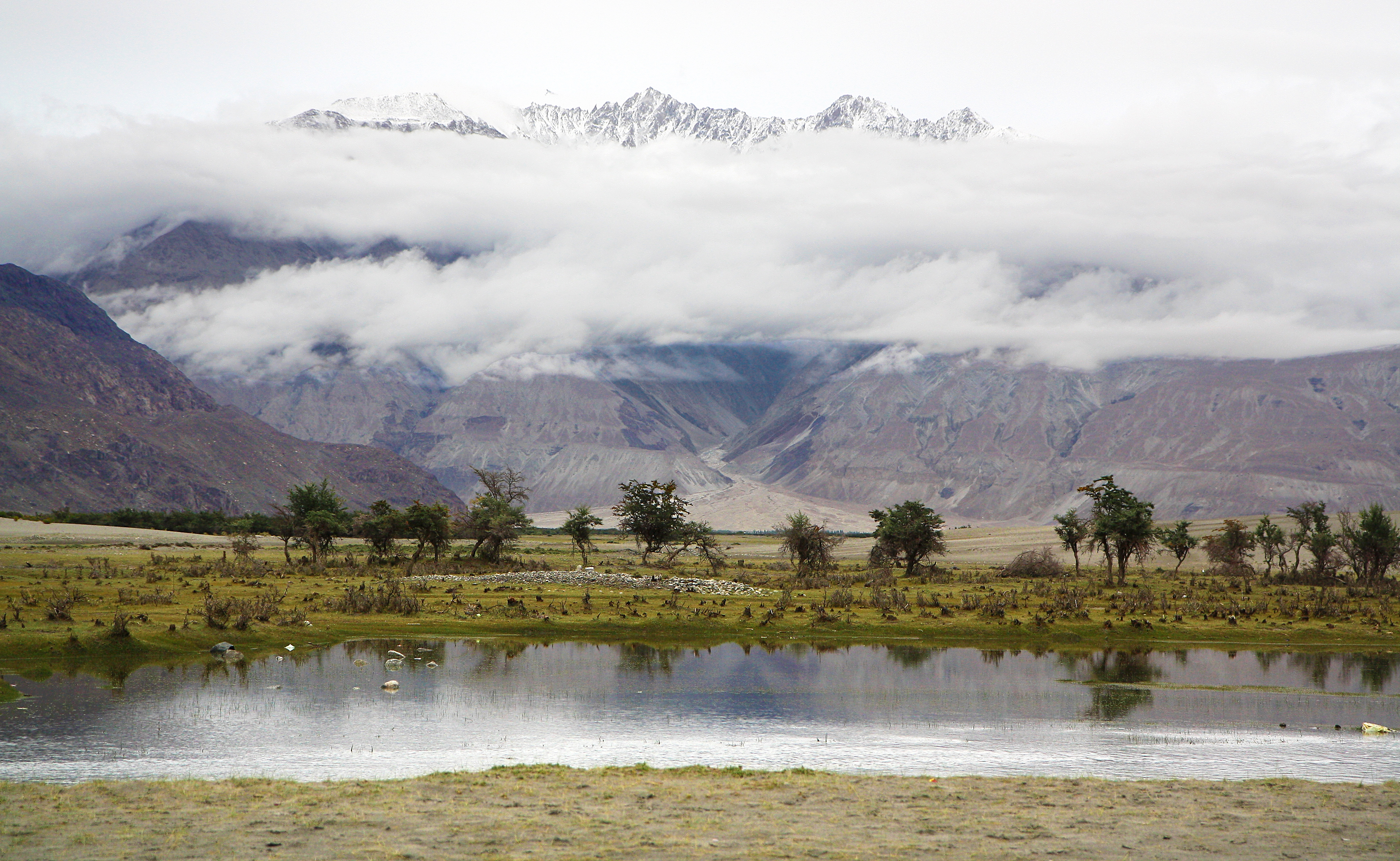
O rio Shyok perto de Hundar

Além de Diskit, a principal localidade à beira do rio Shyok é Hundar, que outrora foi a capital do reino de Nubra, e onde se encontra o mosteiro de Hundar. Entre Hundar e Diskit há vários quilómetros de dunas e é comum avistar Camelos-bactrianos (de duas bossas) a pastar nas "matas" de espinheiros marítimos. Até 2010 o acesso à região a montante (norte) de Hundar estava interdito a não locais devido a ser uma área de fronteira. É nessa área que se situa a aldeia de Baigdandu, conhecida pela sua beleza e onde a maior parte dos seus habitantes  têm faces rosadas, cabelos castanhos e olhos muito azuis, que contrastam com os traços tipicamente mongólicos da generalidade dos ladaques. Segundo a tradição local, eles descendem de uma tribo grega que ali foi à procura do túmulo de Jesus e acabou por se fixar na região. Baigdandu é também conhecida pelas cabras que produzem lã para os famosos xailes de paxemina.
O principal acesso por estrada ao vale de Nubra passa pelo passo de Khardung La, que apesar da sua extrema altitude, está aberto todo o ano. Em 2008 abriu uma rota alternativa, que liga Sakti ao vale pelo passo de Wari La (5 312 metros), situado a sudeste de Khardung La, e que passa pelas aldeias de Agham e Khalsar, situadas à beira do Shyok, a jusante de Diskit. Há outros passos de montanha em vários pontos da cordilheira do Ladaque que permitem ir a pé do vale de Nubra para o vale do Indo. As rotas tradicionais que ligavam Nubra ao Baltistão e a Iarcanda, embora historicamente importantes, estão fechadas desde 1947 e 1950, respetivamente, devido aos conflitos fronteiriços com o Paquistão e com a China.
A norte de Hundar a paisagem é mais verde do que é comum na generalidade do Ladaque devido à sua menor altitude. A aldeia de Turtuk, a mais setentrional da Índia, era inacessível a turistas até 2010. Esteve sob o controlo do Paquistão até 1971. Tem inúmeros damasqueiros e é habitada por baltis que continuam a seguir as seus antigos costumes e falam um dialeto que não é escrito. Apesar da maior parte dos habitantes serem muçulmanos, na área há alguns mosteiros budistas.